# Francesco Pinto
Francesco Pinto (Salerno, 16 luglio 1952) è un regista e dirigente televisivo della Rai italiano.

## Biografia
Figlio del notaio Pinto socialista, fratello di Ferdinando Pinto, già sindaco di Sorrento, laureato in filosofia inizia la carriera in Rai nel 1977 come programmista regista tramite un concorso bandito dall'azienda.
Nel 1987 produce per la Rai il film di Peter Del Monte Giulia e Giulia con Kathleen Turner, Sting e Gabriel Byrne, la prima pellicola italiana in alta definizione.
Assume la guida di Rai 3 nel gennaio 1998 sostituendo Giovanni Minoli, ma la sua nomina scatena polemiche portando alle dimissioni del Direttore Generale della Rai Franco Iseppi. Pinto, nell'occasione, si è impegnato - riuscendo poi nell'intento - a portare lo share della rete al 10%.
Sotto la sua direzione iniziano nuovi programmi come "Sfide", "Blu notte", "Novecento", "La Squadra" e "Alle falde del Kilimangiaro"
Sempre sotto la sua direzione rinasce la programmazione della Tv dei ragazzi (presente anche su Rai 1 almeno fino al 2000) prima con la Melevisione e poi con l'arrivo del Gt Ragazzi dal contenitore pomeridiano Solletico di Rai 1. Con la direzione di Pinto la rete ha visto anche il ritorno in televisione di Pippo Baudo.
Dopo due anni a Rai 3 Pinto nell'aprile 2000 torna a dirigere il Centro Rai di Napoli.
Scrive il libro La strada dritta, dedicato alla storia dell'Autostrada A1, l'Autostrada del Sole. Da tale opera Rai Fiction ha tratto una miniserie trasmessa nel 2014 in occasione del 50º anniversario del completamento dell'importante arteria.

## Opere
- 2011 La strada dritta (Mondadori, ISBN 9788804608981).
- 2014 Il lancio perfetto
- 2016 I giorni dell'oro (Omnibus ISBN 9788804661719)
- 2020 L'uomo che salvo la bellezza Harpercollins Italia, ISBN 9788869055614
- 2021 Ci manda San Gennaro HarperCollins Italia, ISBN 9788869059780

| Controllo di autorità | VIAF (EN) 48068762 · ISNI (EN) 0000 0004 2439 7575 · LCCN (EN) n80120979 · GND (DE) 1209648601 · BNF (FR) cb16901895h (data) |